# Güzelyaka, Çaycuma
Güzelyaka là một xã thuộc huyện Çaycuma, tỉnh Zonguldak, Thổ Nhĩ Kỳ. Dân số thời điểm năm 2011 là 669 người.